# Robert Ellis
Robert Ellis, nato Robert Ellis du Reel (New York, 27 giugno 1892 – Santa Monica, 29 dicembre 1974), è stato un attore, sceneggiatore e regista statunitense che iniziò la sua carriera all'epoca del muto.

## Biografia
Nato a Brooklyn nel 1892, Robert Ellis iniziò la sua carriera cinematografica nel 1913 alla Kalem Company in A Modern Jekyll and Hyde. Nella sua carriera di attore, durata fino al 1934, girò circa 180 film, ne sceneggiò quasi settanta e ne diresse più di sessanta. Dal 1920 al 1923, fu sposato con l'attrice May Allison.

## Filmografia parziale

### Attore
- A Modern Jekyll and Hyde (1913)
- Perils of the White Lights (1914)
- The Secret of the Will (1914)
- A Secret Crime (1914)
- The Other Half of the Note (1914)
- The Hour of Danger, regia di Edmund Lawrence (1914)
- The Missing Jewels (1914)
- The Fatal Portrait, regia di Edmund Lawrence - cortometraggio (1914)
- Accused, regia di Edmund Lawrence (1914)
- Old Man Higgenbotham's Daughter, regia di Edmund Lawrence (1914)
- The Counterfeiter's Plot, regia di Edmund Lawrence (1914)
- His Inspiration, regia di Tom Moore (1914)
- The Cabaret Singer, regia di Tom Moore (1915)
- Prejudice, regia di Tom Moore (1915)
- Friends in San Rosario, regia di Thomas R. Mills (1917)
- Brown of Harvard, regia di Harry Beaumont (1918)
- Peggy Does Her Darndest, regia di George D. Baker (1919)
- Louisiana, regia di Robert G. Vignola (1919)
- Upstairs and Down, regia di Charles Giblyn (1919)
- Rivoluzione in gonnella (The Spite Bride), regia di Charles Giblyn (1919)
- Ladies Must Live, regia di George Loane Tucker (1921)
- Handcuffs or Kisses, regia di George Archainbaud (1921)
- Miele silvestre (Wild Honey), regia di Wesley Ruggles (1922)
- Love's Masquerade, regia di William P.S. Earle (1922)
- The Dangerous Little Demon
- La fiamma della vita (The Flame of Life), regia di Hobart Henley (1923)
- The Wild Party, regia di Herbert Blaché (1923)
- The Part Time Wife, regia di Henry McCarty (1925)
- Northern Code, regia di Leon De La Mothe (1925)
- The Law and the Man, regia di Scott Pembroke (1928)
- What Men Want
- Aloha, regia di Albert S. Rogell (1931)
- La peccatrice (The Good Bad Girl), regia di Roy William Neill (1931)
- L'ultimo scandalo (Scandal for Sale), regia di Russell Mack (1932)
- La follia della metropoli (American Madness), regia di Frank Capra e (non accreditati) Allan Dwan e Roy William Neill
- La sfinge, regia di Philip Rosen e, non accreditato, Wilfred Lucas (1933)

### Regista
- The Missing Heiress - cortometraggio (1916)
- The Tiger's Claw (1916)
- The Menace (1916)
- The House of Secrets - cortometraggio (1917)
- The Imp (1919)
- A Divorce of Convenience (1921)
- A Fool and His Money (1920)

### Sceneggiatore
- L'ora che uccide (Charlie Chan's Secret), regia di Gordon Wiles (1936)
- Sotto la maschera (Big Town Girl), regia di Alfred L. Werker (1937)
- Charlie Chan e la città al buio (City in Darkness), regia di Herbert I. Leeds (1939)
- Too Busy to Work, regia di Otto Brower (1939)
- Tra le nevi sarò tua (Iceland), regia di H. Bruce Humberstone (1942)
- If I'm Lucky, regia di Lewis Seiler (1946)